# Yuji Tsukada
Yuji Tsukada (塚田 雄二 Tsukada Yuji?), född 28 december 1957 i Yamanashi prefektur, är en japansk före detta fotbollsspelare och tränare.
Tsukada började sin karriär 1980 i Kofu SC. Han avslutade karriären 1989.
Tsukada har efter den aktiva karriären verkat som tränare och har tränat Ventforet Kofu och Cerezo Osaka.